# Thomas Abel
Thomas Abel (1497 – Londres, 30 de julho de 1540) foi um sacerdote católico inglês que foi martirizado durante o reinado de Henrique VIII. Em 1533, publicou a obra Invicta veritas.